# Don Pasquale (opera)
Don Pasquale je komična opera v treh dejanjih (petih slikah) Gaetana Donizettija. Libreto je na osnovi starejšega besedila Angela Anellija napisal pesnik Giovanni Ruffini. Krstna predstava je bila v Italijanskem gledališču v Parizu 3. januarja 1843. Naslovno vlogo je interpretiral basist Luigi Lablache, v vlogi Nemorina je nastopil Giovanni Matteo De Candia. 
Sama zgodba temelji na preverjeni stari komedijski temi commedie dell'arte.

## Osebe
- Don Pasquale da Corneto, premožni starec - bas
- doktor Malatesta - bariton
- Ernesto, Pasqualov nečak - tenor
- Norina, mlada vdova, zaljubljena v Ernesta - sopran
- Notar, Malatestov bratranec Carlino - bas
- služničad, krojači, frizerji

## Vsebina
Zgodba se dogaja v Rimu.

### Prvo dejanje
Staremu don Pasqualu se kljub njegovemu šestdesetletnemu samstvu na stare dni vzbude skomine, da bi se oženil, če drugega ne, že iz maščevalnosti do nečaka Ernesta, ki se brani namenjene mu neveste. Ernesto ljubi namreč mlado vdovo Norino in njej na ljubo tvega, da ga bo starec razdedinil. Ker sam nima sredstev za poroko, se zateče po pomoč k stričevemu prijatelju, doktorju Malatesti, ki naj bi Pasquala pregovoril, naj nečaku prepusti, da si izbere ženo po svojem srcu. Malatesta sklene starca temeljito izučiti in ga ozdraviti muh. Zato navidezno popolnoma soglaša s Pasqualovimi poročnimi načrti in mu jo celo pripravljen dati za ženo svojo dozdevno sestro Norino, ki mu jo prikaže v najvabljivejši luči, kot vzor ženskega bitja. Pasquale se že ob samem opisu takoj vname za angela v človeški podobi, spodi od doma nepokornega nečaka in se sklene nemudoma oženiti. Ko Ernesto izve, da Malatesta ponuja stricu v zakon Norino, misli, da ga je doktor izdal, in obupa. Malatesta pa pouči o vsem Norino, ki privoli v njegov načrt. Če bi starec v resnici rad okusil zakonske »sladkosti«, pa naj jih. Pasquale naj se naprej s svojimi očmi prepriča o njeni resnični lepoti, nakar bo sklenila z njim navidezen zakon, nato pa naj se pripravi!

### Drugo dejanje
Ernesto je poslal Norini poslovilno pismo in je ves nesrečen zaradi izgube ljubice. Doktor Malatesta predstavi Pasqualu Norino kot svojo sestro. Starcu se ob pogledu na angelsko milino kar srce raztopi in zahteva, naj se kar takoj sklene ženitna pogodba. Malatesta pripelje lažnega notarja, ki opravi ženitno ceremonijo. Kakor hitro pa jo to storjeno, se prej nedolžno dekletce spremeni v »zakonskega zmaja«.

### Tretje dejanje
Don Pasquale se smili samemu sebi in neizmerno trpi. Norina mu obrne vso hišo narobe, razmetava njegovo premoženje za najbolj nesmiselne muhe in trpinči ubogega »moža«. Pasquale je ves iz sebe. Za konec mu sladka ženka podtakne še pisemce, iz katerega se vidi, da ga Norina vara z nečakom Ernestom. Ko ju oba, skupaj z Malatesto, še preseneti pri domenjenem sestanku, je starec do grla sit takega zakona. Privoli v ločitev in le nečak ga lahko odreši tega zmaja. Navsezadnje niti posebno ne zameri, ko mu povedo, da so mu to kašo skuhali le navidez, saj je zdaj res korenito ozdravljen starčevskih muh.